# Aaron Elkins

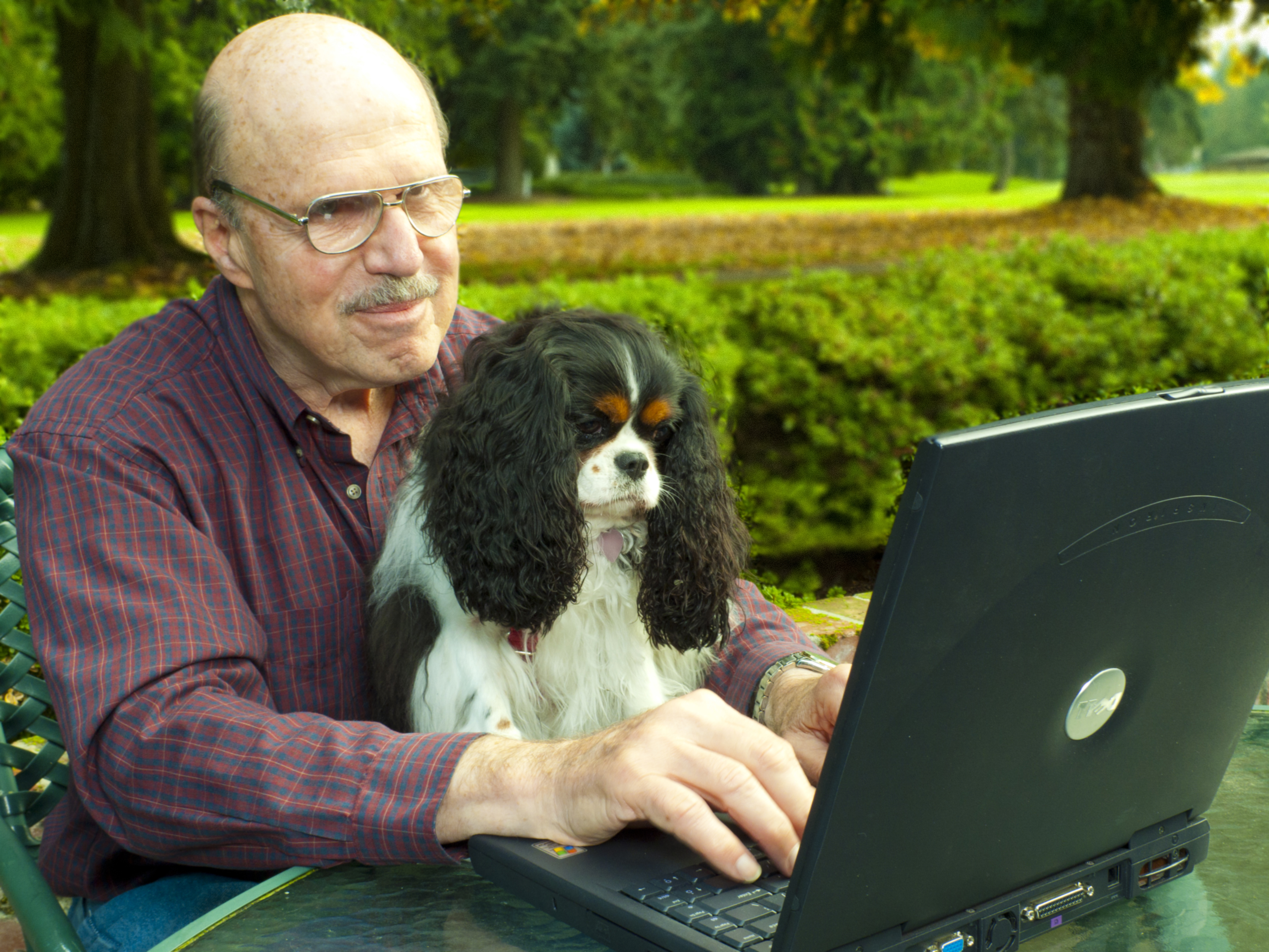
Aaron Elkins (2010)

Aaron Elkins (* 24. Juli 1935 in Brooklyn, New York City) ist ein US-amerikanischer Kriminalschriftsteller. Bekannt und weltweit in mehr als 12 Sprachen übersetzt wurde er mit seiner Serie um den forensischen Anthropologen Gideon Oliver.

## Leben
Elkins’ Vater war Maschinist, seine Mutter Hausfrau. Aaron Elkins absolvierte 1956 das Hunter College mit einem Bachelor of Arts, weiter studierte er an der University of Wisconsin-Madison, erwarb 1960 einen Master of Arts an der University of Arizona und 1962 an der California State University in Los Angeles. 1976 promovierte er in Pädagogik (Doctor of Education) an der University of California in Berkeley. Elkins hatte danach eine mehrjährige Karriere als Regierungsangestellter, Berater, Lehrer und Dozent an der Golden Gate University in San Francisco in den Bereichen Wirtschaft, Psychologie und Anthropologie.
Elkins Bücher waren die Vorlage für eine große Fernsehserie der American Broadcasting Company (ABC). Wenn Elkins nicht schreibt, fungiert er als forensischer Anthropologe für die Cold Case Task Force der Olympic-Halbinsel. Elkins heiratete 1972 seine Frau Charlotte Elkins; sie leben in Sequim auf der Olympic-Halbinsel, Washington, und haben zwei Kinder.

## Werke

### Gideon Oliver-Serie
- 1982: Fellowship of Fear
- 1983: The Dark Place (dt. Yahi. Haffmans, Zürich 2000, ISBN 978-3-251-30122-5, YAHI - Wald der Toten. spraybooks, Köln 2017, ISBN 978-3-945684-26-9)
- 1985: Murder in the Queen's Armes
- 1987: Old Bones (dt. Alte Knochen. Haffmans, Zürich 1992, ISBN 978-3-251-01143-8, BONES - Alte Knochen. spraybooks, Köln 2018, ISBN 978-3-945684-28-3)
- 1989: Curses! (dt. Fluch!. Haffmans Kriminalromane bei Heyne, München 1993, ISBN 978-3-251-30004-4, CURSES - Fluch!, spraybooks, Köln 2018, ISBN 978-3-945684-30-6)
- 1990: Icy Clutches
- 1991: Make No Bones
- 1994: Dead Men's Hearts (dt. Tote Herzen. Haffmans Kriminalromane bei Heyne, München 1995, ISBN 978-3-453-08993-8, HEARTS - Tote Herzen. spraybooks, Köln 2019, ISBN 978-3-945684-32-0)
- 1997: Twenty Blue Devils
- 2000: Skeleton Dance
- 2004: Good Blood
- 2005: Where There's a Will
- 2006: Unnatural Selection
- 2007: Little Tiny Teeth
- 2008: Uneasy Relations
- 2009: Skull Duggery
- 2012: Dying on the Vine
- 2016: Switcheroo

### Chris Norgren-Serie
- 1987: A Deceptive Clarity
- 1991: A Glancing Light
- 1993: Old Scores (dt. Alte Meister. Haffmans Kriminalromane bei Heyne, München 1996, ISBN 978-3-453-11844-7)

### Lee Ofsted-Serie
(gemeinsam mit Charlotte Elkins)
- 1989: A Wicked Slice
- 1995: Rotten Lies
- 1997: Nasty Breaks
- 2004: Where Have all the Birdies Gone?
- 2005: On the Fringe

### Alix London-Serie
(gemeinsam mit Charlotte Elkins)
- 2012: A Dangerous Talent (dt. Gefährliches Talent. AmazonCrossing, Luxembourg 2013, ISBN 978-1-61109-828-0)
- 2013: A Cruise to Die For (dt. Eine mörderische Kreuzfahrt. AmazonCrossing, Luxembourg 2014, ISBN 978-1-4778-2176-3)
- 2014: The Art Whisperer
- 2016: The Trouble with Mirrors

### Sonstige Einzelwerke
- 1999: Loot
- 2002: Turncoat
- 2011: The Worst Thing
- 2018: A Long Time Coming

## Auszeichnungen
- 1988: Edgar Allan Poe Award – Kategorie Bester Roman für Old Bones
- 1992: Agatha Award – Kategorie Beste Kurzgeschichte für Nice Gorilla (gemeinsam mit Charlotte Elkins)
- 1994: Nero Wolfe Award – Kategorie Bester Roman für Old Scores
- 2013: Agatha Award/Ehrenpreis in Würdigung seines Lebenswerks

## Nachweise, Anmerkungen
1. ↑  siehe Profile of Aaron Elkins (Memento des Originals vom 28. Dezember 2012 im Webarchiv archive.today)  Info: Der Archivlink wurde automatisch eingesetzt und noch nicht geprüft. Bitte prüfe Original- und Archivlink gemäß Anleitung und entferne dann diesen Hinweis. (englisch, abgerufen am 24. Februar 2020)
2. ↑  siehe Diane Urban de la Paz, Peninsula Daily News: Looking out at the water, my mind floats freer: How author Aaron Elkins is inspired to write best-sellers (englisch, abgerufen am 24. Februar 2020)
3. ↑  Kurzbericht bei Aaron M. Priest, Literaturagentur (englisch, abgerufen am 25. Februar 2020)
4. ↑  siehe Nebentätigkeit bei der Peninsula Cold Case Task Force (englisch, abgerufen am 25. Februar 2020)
5. ↑  Elkins lebt in Sequim (englisch, abgerufen am 25. Februar 2020)

| Personendaten    | Personendaten                            |
| ---------------- | ---------------------------------------- |
| NAME             | Elkins, Aaron                            |
| ALTERNATIVNAMEN  | Elkins, Aaron J.                         |
| KURZBESCHREIBUNG | US-amerikanischer Kriminalschriftsteller |
| GEBURTSDATUM     | 24. Juli 1935                            |
| GEBURTSORT       | Brooklyn, New York City                  |